# Gustave Rolin-Jacquemyns
Gustave Henri Ange Hippolyte Rolin-Jacquemyns (även Rolin-Jaequemyns), född 31 januari 1835 i Gent, död 9 januari 1902 i Bryssel, var en belgisk jurist.
Rolin-Jacquemyns blev juris doktor och advokat samt 1878 ombud för Gent i representantkammaren. Åren 1878–84 var han inrikesminister i Walthère Frère-Orbans liberala ministär. Han deltog 1868 i grundandet av den folkrättsliga tidskriften "Revue de droit international" och var 1873 en bland stiftarna av samfundet Institut de droit international, var två gånger dess ordförande och 1887–92 dess generalsekreterare, 1892 blev han advokat vid internationella domstolen i Egypten och trädde samma år i tjänst hos kungen av Siam. Som premiärminister i Siam till 1901 inlade han stor förtjänst om förvaltningens och rättskipningens omdaning i detta land efter europeiska förebilder. 
Rolin-Jacquemyns utgav under flera år årsboken "Annuaire de l'Institut de droit international" och var från 1874 en bland utgivarna av "Revue de droit international et de législation comparée", till vilken tidskrift han lämnat många bidrag. Bland hans övriga skrifter märks De la réforme électorale (1865) och "Voordrachien over de grondwet" (andra upplagan, två band, 1871).

## Utmärkelser
- Storofficer av Hederslegionen
- Uppgående solens orden, första klass
- Storkorset av Nederländska Lejonorden
- Storkors av Vita elefantens orden
- Storkors av Obefläckade avlelsens orden
- Kommendör av Leopoldsorden
- Järnkroneorden
- Sankt Annas orden, andra klass med kejsarkrona och svärd

[Redigera Wikidata]